# Benjamin Kuku
Benjamin Thomas Kuku (Jos, 8 marzo 1995) è un calciatore nigeriano, attaccante svincolato.

## Carriera
Il 20 agosto 2018 viene acquistato a titolo definitivo dalla squadra israeliana dell'Hapoel Kfar Saba.